# Омбрион
Омбрион (др.-греч. Όμβρίων; IV век до н. э.) — военачальник Александра Македонского.
После смерти командира отряда лучников (токсарха) Антиоха в 331 году до н. э. от неизвестных причин в Египте Александр назначил на его место критянина Омбриона. При описании битвы при Гавгамелах, которая произошла в том же 331 году до н. э., Арриан упомянул командира лучников Брисона. Согласно современным представлениям, речь идёт об ошибке античного автора, который воспроизвёл имя «Όμβρίων» как «ών Βρίσων».
Дальнейшая судьба Омбриона неизвестна. В 326 году до н. э. в битве на Гидаспе на должности токсарха в македонском войске уже находился Таурон.